# Signe de Blumberg
Le signe de Blumberg est une exacerbation de la douleur dans la fosse iliaque droite après une décompression brutale de cette même FID. Il peut être signe d’une appendicite.